# ダッカー
ダッカー（DUCKER）は、コナミのシューティングゲーム『グラディウスシリーズ』に登場する架空の兵器で、バクテリアン軍の歩行型対空ロボットである。文献によっては「移動砲台」と呼ばれる場合もある。
当項目では本機のバリエーションや攻撃方法が類似するダッカー以外の雑魚キャラも併せて記述する。

## 概要
作品によって姿は異なるが、大概は胴体前部に対空砲を備え、胴体から爪の付いた大きな2本足を持つ。
主に地面と天井におり、画面後ろや前から後ろ向き（作品によっては前向き）で自機に走ってきて、一定の距離で停止。自機のいるxy座標を計算し、自機目掛けて通常弾を撃つ。また、山や壁などを素早く登ってまで、自機を追撃しようとする。
作品によって様々であるが、大きさはビックバイパーと同じか一回り大きい程度という、普通の雑魚キャラよりも大型という描写がなされており、爆発するグラフィックも普通の雑魚より大きいことが多い。公式のイラストやゲームムービーなどでは全幅は狭く描写されており、全長の半分も無い場合が多い。
CGムービーに登場する作品では主砲が旋回砲塔となっている事が多い。
一方、『戦闘メカ ザブングル』に登場するウォーカーマシンに、ダッガーと呼ばれるダッカーに似た機体が登場。また、『グラディウスII』のスタッフが製作した『XEXEX』でも似たような雑魚キャラが登場した。他社ゲームの『ダライアスシリーズ』でも、「ノウコ」というダッカーに似たデザインのジャンプする地上敵キャラが、『R・TYPE』のシリーズでも「ピスタフ」などの地上歩行敵キャラが出ている。

## バリエーション

### グラディウス
ダッカー
AC版ではステージ1とステージ4に登場。FC版ではステージ7の要塞でも同型が登場する。胴体の色は水色で足はオレンジ。
他作品では『グラディウスIII』の隠し面である『グラディウス』ステージに登場し、ヴァン・ダーなどは2方向撃ってくるが、ダッカーは1発のみとなっている。
AC版では砲台を後ろにして歩き、自機がいる位地に角度があうとすぐに弾を発射する。弾を発射する角度は一定になる。FC版では砲台を前にして歩き、止まって自機を狙い澄ましてから発射する。弾を発射する角度は自機に向かって発射するため一定ではなくなる。
開発段階では、ゴキブリのようなキャラクターであった。
ダッカーL
AC版ステージ7に登場するダッカーの要塞仕様機。グラフィック状は通常のものより丸みを帯びており、装甲が強化されているようで、対空砲とは別に口径の小さい機銃を備えている。しかし、攻撃力に違いは無い。機体の色は水色。
また、AC版のOBJセットには本機と下記のダッカーL以外に『沙羅曼蛇』の3周目以降のグレムリンに似た機体とダッカーLを更に丸みを帯びたような機体、2種類のグラフィックが用意されていたが、使用されなかった。

### 沙羅曼蛇、ライフフォース
グレムリン
AC版、PCE版ではそれぞれステージ4とステージ6に登場。鋭角的なデザインをしていて、大きさは前作よりも小さくなっている。先頭部にコアと思われる赤色の球体を持ち、機体は灰色。パワーユニット（ライフフォースではパワーカプセル）を持つものは、青色の球体にオレンジ色の機体をしている。周期によって姿が変わり、2周目では『グラディウス』のダッカーのような姿になり、3週目以降は恐竜の着ぐるみのような滑稽な姿になる。すでに地形上に存在している場合が多いが、ステージ4ではドーム2331（ハッチ）からも登場する。
『ライフフォース』では他のメカ系雑魚と同じく機体が緑色となっている。
PCE版では、ステージ6のゼロスフォース戦にも登場する。後方（画面下）より援護射撃に来るが、全てパワーユニットを持った機体である。
FC版『沙羅曼蛇』では専用のハッチのみから出現し、色は紺で、耐久力が高い中型雑魚になっている。

### グラディウス2
ランニングワイルド
ステージ1(13)、7、14に登場。MSX版『グラディウス』に登場したダッカーに比べると書き込みが細かくなっている。黄色が標準で、赤にカプセルというのは初代と変わらない。

### ゴーファーの野望
本作にも登場するが、ステージ3に登場するものはミサイルを発射するとジャンプして回避することがある。

### グラディウスII
本作では砲が2門に増強されたため、雑魚キャラの中でも手強い存在になった。
カーストダッカー CARST DUCKER
AC版ではステージ4に登場。外観は『グラディウス』のダッカーと似ているが、砲が2門に増加し攻撃力が向上した。ゲームのランキング画面では、ダッカー同士がハッチで押し相撲をしたり、ビックバイパーにオプションと一緒に引きずられるなど順位に合わせて様々なアクションをし、非常に愛らしい姿を見せてくれる。
FC版ではステージ3の前半の火山とステージ6で登場する。
VF-88A ダッカー VF-88A DUCKER
AC版のステージ8に登場するカーストダッカーの要塞仕様機。塗装は灰色で非常に鋭角的なデザインをしている。
また、PCE版のステージ6の遺跡面では、オリジナルデザインのダッカー（名称不明）が登場する。

### グラディウスIII
本作でも前作同様2連装砲を装備するが、機体が若干大きくなった。
ヴァン・ダー
AC版ではステージ1、3、8に登場する歩行型対空砲撃ロボット。丸み帯びたデザインで、砲は1門しか搭載していない様に見えるが、実際は2方向に撃ってくる。SFC版では1方向に撃つ。機体の色は緑。パワーアップアイテムを持っているものは黄色。
ガイ・ヴァン
AC版ではステージ10に登場するヴァン・ダーの要塞仕様機。外見上はヴァン・ダーと似ているが、砲身の延長やエネルギータンクの追加などがなされている。機体は紫がかった灰色である。

### 沙羅曼蛇2
マッギル
ステージ4に登場。大型宇宙巡航母艦から放たれる。丸み帯びたデザインで、機体は紫色。耐久力が高く、ある程度攻撃すると足を切り離して、胴体のみで飛行し、自機に突撃して来る。
ビガビナン
ステージ5に出現。機体は黄色。アステロイド外部の岩場に多数が敷き占め合っている。

### グラディウス外伝
機種の多さはグラディウスシリーズ中最大である。最初は単発撃つが、高周期になると2方向に撃つようになる。ボスとしても登場するのは本作のみ。ダッカーが方向転換する時、機体の正面が見える。
ダッカーIIα
ステージ1に登場。無骨なデザインで、ケーブルが剥き出しになっている。機体は緑色。
ダッカーIIα+
ダッカーIIαの足をそりにした機種で、同じくステージ1に登場。装甲を増やして内部メカを隠すなど耐寒装備されているようで、砲身の露出も必要最低限となっている。自機の後ろ（画面左側）から突撃してくる。オープニングのCGムービに登場するダッカーはこのタイプである。
ダッカーIIβ
ステージ3に登場。胴体がワニの頭のようなデザインをしていて、まるで口をあけるように砲を露出させて射撃する。機体は水色。
ダッカーIIγ
ステージ9に登場する要塞仕様機。この作品に出てくる他のダッカーと比べて若干小さく、丸み帯びたデザインである。砲を2門装備。機体は紫色。
ダッカーIII
ステージ7に登場するダッカーIIの改良型。噴射ノズルを装備し、浮遊しながら地形を移動する。砲は2門装備しており、最初は撃たないが、高周期になると重力に影響されないレーザー（ただしバリアで防げる）を出すようになる。 機体の色は緑。
ヘビーダッカー
ステージ9に登場する中ボス。非常に大型化されており、コアが1つ付いているためコア系ボスに含まれることもある。
攻撃方法は多彩で一定のサイクルを繰り返す。初めにコアの下に設置された機関砲から弾丸を連射した後、背中に背負った大型の砲からエネルギー弾をお辞儀をする様に撃ちながら、機体後部から追尾ミサイルを発射。そして機体を上に向けながら機関銃を掃射した後、背中の砲から大型レーザーをお辞儀をする様にして画面ほぼ全体をなぎ払う。その後、ミサイルを発射してすぐに、天井まで届く炎を出す機雷をばら撒きながら高速で画面外に消え、画面の奥（背景）から横滑りしながらエネルギー弾を撃ち、正面に戻ってくる。
安定した回避パターンが存在するものの、攻撃パターンごとに上下左右に安全な位置が入れ替わるので少しでも逃げ遅れたりすると撃墜されかねないという状況が続くため、特に機関銃や機雷の密度が増える高次周ではネオビッグコアと併せてグラディウス外伝の強敵である。

### グラディウスIV
最初は単発であるが、高周期になると2方向に撃つようになる。機体の大きさは他の雑魚と同じか少し小さい程までに小型化された。
ダッカー
ステージ9に登場する要塞仕様機。しかし、要塞仕様とはいえ、下記の2機種とは外見上に大きな違いが無い。機体の色は緑で、砲身の色は黒。デザイン的に『グラディウス』のダッカーと似ている。
ダッカー Type B
ステージ2に登場する。ボディと色はダッカーと似ているが、砲身のデザインがダッカーと若干違い、足は黒色。
ダッカー Type C
ステージ4の前半とステージ9の中ボスに登場する。外観上こちらの砲の方が上記の2機種よりも口径が大きいが、攻撃力に変わりは無い。機体は灰色。

### グラディウスV
ヴァンダー VANDER
公式によると、正式名称が「ヴァンダー」であり、通称が「ダッカー」とされている。しかし、『グラディウスIII』のヴァン・ダーとは別物である。胴体の大きさにほぼ近い大型砲を1門搭載している。
オープニングのCGムービに登場するものは、胴体前部に比較的小さな旋回砲塔があり、本編とはデザインが異なる。『遊☆戯☆王オフィシャルカードゲーム』ではこちらのデザインを採用している。

### ネメシス
ダッカーII
デザインはMSX版に準じている。
リフレクター
大型二足歩行機。要塞ステージにのみ登場する。ダッカーIIよりも大型。床から天井へ飛び移るなど軽快な動きを見せる。

### ネメシスII
ダイル
ステージ1序盤に登場。頭部に旋廻砲塔らしきものがある。
ダッカーIV
ステージ4に登場。専用ハッチから次々に現れる。デザイン上は前作のダッカーⅡによく似ている。またステージ5には前述のカーストダッカーに酷似したダッカータイプが出現する。
ビッグフッド
ステージ4後半に登場する大型二足歩行機。球体の胴体から不釣合いに大きい二本の脚をもち、頭頂部の砲塔から放物線を描くように弾を投擲する。耐久力が高く、高速で移動して来るため注意。基本的に一機のみの登場だが、素早く撃破するともう一機現れる。

### パロディウスシリーズ
ペンギンダッカー
『パロディウス』シリーズのダッカーはその殆どがペンギンそのものである。基本的には本編のダッカーと同一の扱いだが、青は雄、パワーアップカプセルを持つピンク色は雌である。可愛らしい仕草で自機を追いかけ（たまに転ぶ）、口から弾を出す。『オトメディウス』にも登場。敵のゴーファー姉妹（『グラディウスII』のラスボスのゴーファーがモチーフ）の手下としてさまざまな兵器に乗って登場する。マイキャラのペン太郎が普通のペンギンなのに対し、大きなでべそ（ボスキャラのキャプテン・ペンギンノフスキーのような）があるのが大きな違いという設定。
うさダッカー
『極上パロディウス』ステージ6に登場。文字通りウサギそのもの。中盤のキーネ＆ウッスー地帯に隠れていたり。終盤、橋の手前の天井と床から際限なく大量に出現すしてくる。通常型は黄色で、カプセルを出すのはピンク色。なお、一匹だけ白くて動きが遅く、見た目もおどおどしたのもいて、名前は「世界でただ一匹のウサ男」という。

### オトメディウス
ペンタ
『オトメディウス』に登場するペンギンダッカー。果物型爆雷を投擲してくる。
ダッカーR
東京ステージに登場する大型のダッカー型MT。ペンギンがパイロットとして搭乗している。耐久力が高く、リップルレーザーを連射してくる。同ステージでは2体出現するが2体目は突然上方から落下してくるため注意。
ダッカー
カナディアンロッキーステージとヴァルハラステージに登場。外見は『グラディウス』のダッカーそのものである。

### コナミワイワイワールド
アヒル
『コナミワイワイワールド』のシューティングステージ後半に出現。

### ワイワイワールド2 SOSパセリ城
『ワイワイワールド2 SOSパセリ城』のステージ8、「和風要塞TAKEYABU」と「コナミの神秘・モアイ遺跡」双方のステージにそれぞれ外見が異なるタイプが出現。TAKWYABUでは赤べこ、モアイ遺跡ではスフィンクスの様な姿である。従来のシリーズに比べかなり高速で移動してくる。

## 近種
攻撃方法は異なるが、行動の性質や外観が類似しているキャラを記述する。
ロゴリスト RGOLIST
AC版『グラディウスII』のステージ5のボス直前にのみ登場。カーストダッカーとウロリストを掛け合わせたような機種である。JT-16に似たボディに歩行用の足を生やしたような姿をしており、色も同じ淡い緑。前転しながら移動し、攻撃するときは頭が割れて、通常弾を2方向に出す。
ランキング画面ではカーストダッカーに玉乗りされるなど、ゲームグラフィックでは可愛らしい姿をしているが、公式のイラストでは1つ目のカメラがむき出しになった不気味な姿をしている。
アイアンヴォーム
AC版『グラディウスIII』のステージ10、シャドーギア登場直前にのみ登場。上下の壁からそれぞれ1機ずつ同時に現れ、自機に通常弾を1発放射しては、すぐに壁の中に隠れる。

## 類似
外見は全く異なるが、攻撃方法が酷似しているキャラを記述する。
オクタ
『沙羅曼蛇』と『ライフフォース』のステージ1に登場する生命体。スライム状の水色の身体をして、先端に赤紫色の丸い突起がある1本の触覚も持ち、そこから毒の弾を出す。大きさは普通の雑魚と同じ位。
『グラディウスIII』では、ステージ6とAC版ステージ10から入れる隠しステージ『沙羅曼蛇』に登場。ヴァン・ダーなどは通常弾を2方向に撃ってくるが、オクタは1発のみとなっている。
ナム・ア・ミーン
『沙羅曼蛇2』のステージ3に登場する生命体。ダッカーをそのまま肉の塊にした様な姿で、色は灰色がかった緑。